# Consolida tuntasiana
Consolida tuntasiana là một loài thực vật có hoa trong họ Mao lương. Loài này được (Halácsy) Soó mô tả khoa học đầu tiên năm 1922.